# Pičen
Pičen (hrvaško Pićan, italijansko Pedena) je zgodovinsko srednjeveško mestece, danes pa naselje v centralni Istri, sedež istoimenske občine, ki upravno spada pod Istrsko županijo.

## Geografski položaj
Tipično istrsko naselje se nahaja na vrhu griča z nadmorsko višino 360 m, 12 km jugovzhodno od Pazina,  visoko nad tesno dolino Raše in širno planjo izsušenega Čepićkega jezera. Obdajajo ga polja in vinogradi. Glavne dejavnosti sta živinoreja in poljedelstvo. Naselje nima pravilne geometrijske strukture, lahko pa ga razdelimo na stari in novi del, ki ju ločuje glavna cesta. Stari del s strnjeno gradnjo in ozkimi ulicami sestavljajo glavni mestni trg, mestna vrata, cerkev sv. Roka in župnijska cerkev Marijinega oznanjenja.
Železniška postaja na progi Divača - Pulj je Potpićan. V bližini poteka regionalna cesta Pazin - Kršan - Vozilići.

## Zgodovina
Sedanje naselje se nahaja na mestu predzgodovinske naselbine. V časih rimskega imperija je tod stala vojaška utrdba z imenom Petina.
Pičen je bil sestavni del Pazinske grofije do leta 1374, ko je prišel pod oblast Habsburžanov. Leta 1508 je bil za kratek čas pod  upravo Benetk, ko je beneška vojska zavzela Pazin.
Polnih 1300 let je bil tu sedež edine škofije v notranjosti Istre, ki jo je v začetku 6. stoletja ustanovil Nicefor, prvi pičenski škof. Tukajšnji škofje so zaradi nizkih prihodkov dobili posmehljiv naziv »škofje lešnikov«.
Leta 1788 je papež Pij VI. pičensko škofijo razpustil in jo priključil tržaški.
V srednjem veku je Pičen obdajalo obzidje, katerega deli so ponekod še danes vidni, drugod pa je vgrajeno v zidove nekaterih poslopij. Mestece je imelo lastno upravo. Ohranjena je škofijska palača iz 16. stoletja, utrjena Rimska vrata (Porta Romana) so iz  14. stoletja, obnovljena so bila leta 1613. Pred njimi se nahaja park, v katerem je skulptura sv. Janeza Nepomuka iz leta 1714. Nedaleč vstran stoji cerkvica sv. Roka, katerega god proslavljajo z vsakoletnim sejmom.
S strani nekdanje občine Labin (katere sestavni del je bil do leta 1993), je bil Pičen leta 1962 razglašen za kulturni spomenik.
V mestecu je deloval poslednji samostan u Evropi, v katerem so pri bogoslužju in pisavi uporabljali glagolico.

### Škofija Pičen
Po legendi naj bi bil prvi tukajšnji škof Nicefor, katerega telo danes počiva v Umagu, relikvija njegove roke pa naj bi bila po njegovi želji hranjena v Pičnu. Med znanimi pičenskimi škofi sta bila Jurij Slatkonja, dunajski nadškof, skladatelj in zborovodja, ter Antonio Zara, svetovalec cesarja Ferdinanda III.
Sedanja župnijska triladijska cerkev Marijinega oznanjenja stoji na mestu prejšnje stolnice iz 14. stoletja, preurejena je bila v letih 1608-1613, sedanjo podobo pa je dobila leta 1753. Glavni oltar krasi slika Marijinega oznanjenja, delo znanega slikarja Valentina Metzingerja iz leta 1738. Na cerkvenem tlaku so nagrobne plošče, pod katerimi je pokopana večina tukajšnjih škofov.
48 m visok cerkveni zvonik, ki je ločen od cerkvene stavbe, je tretji najvišji v Istri.
V zakladnici in župnijskem muzeju so shranjeni kelihi iz 15. stoletja in monštranca iz 16. stoletja, pa tudi edinstvena zgodnjegotska zakristijska omara iz leta 1741, izdelana iz krivljene orehovine, s pozlačenimi ornamenti. Posebej dragocen je škofovski plašč, izvezen z zlato nitko, darilo cesarice Marije Terezije.
Škof Martin iz Pična je bil sredi 15. stoletja tudi generalni vikar za vso Kranjsko in je stoloval v Ljubljani, še preden je bila leta 1461 ustanovljena ljubljanska škofija.
Senjsko-modruški škof Boštjan Glavinić de Glamoć (* 1630, † 1697) rojen v Potpićnu, je pokopan v nadžupnijski cerkvi sv. Jurija v Slovenskih Konjicah.

## Naselja Občine Pićan
Grobnik, Jakomići, Krbune, Kukurini, Montovani, Orič, Pićan, Sveta Katarina, Tupljak, Zajci
Pičen, popis 1991; skupaj: 316

## Demografija naselja Pičen
| Pregled števila prebivalcev po letih | Pregled števila prebivalcev po letih | Pregled števila prebivalcev po letih | Pregled števila prebivalcev po letih | Pregled števila prebivalcev po letih | Pregled števila prebivalcev po letih | Pregled števila prebivalcev po letih | Pregled števila prebivalcev po letih | Pregled števila prebivalcev po letih | Pregled števila prebivalcev po letih | Pregled števila prebivalcev po letih | Pregled števila prebivalcev po letih | Pregled števila prebivalcev po letih | Pregled števila prebivalcev po letih | Pregled števila prebivalcev po letih |
| ------------------------------------ | ------------------------------------ | ------------------------------------ | ------------------------------------ | ------------------------------------ | ------------------------------------ | ------------------------------------ | ------------------------------------ | ------------------------------------ | ------------------------------------ | ------------------------------------ | ------------------------------------ | ------------------------------------ | ------------------------------------ | ------------------------------------ |
| 1857                                 | 1869                                 | 1880                                 | 1890                                 | 1900                                 | 1910                                 | 1921                                 | 1931                                 | 1948                                 | 1953                                 | 1961                                 | 1971                                 | 1981                                 | 1991                                 | 2001                                 |
| 2004                                 | 2072                                 | 767                                  | 508                                  | 615                                  | 615                                  | 2469                                 | 2660                                 | 457                                  | 403                                  | 385                                  | 311                                  | 296                                  | 316                                  | 315                                  |

## Kultura
V mestu od 2005 vsako leto organizirajo LegendFest. To je festival istrskih narodnih pravljic in pripovedk, običajev, legend in bajk v različnih umetnostnih izrazih, od koncertov, gledaliških predstav na prostem, performansov, slikarskih razstav, domišljijskih instalacij itd. Festival traja dva dni.

## Osebe, povezane s Pičnom
- Jurij Slatkonja, pičenski škof in dunajski nadškof, zborovodja in skladatelj

V Pićnu se je rodil:
- Matko Brajša - Rašan (* 11. december 1859, Pićan , † 5. september 1934, Zagreb) skladatelj, folklorist, avtor himne Istrske županije »Krasna zemljo«

## Druge znamenitosti
Romanska cerkvica sv. Mihovila se nahaja ob robu pokopališča. Na njenem portalu je izklesan grb mesta Pičen. V njej so ohranjene freske iz 14. stoletja, na katerih je viden vpliv nemške grafike.
Pičen je znan tudi po odličnih vinih, ki jih je na svojem edinem obisku pohvalil tudi nekdanji avstrijski prestolonaslednik Franc Ferdinand.
V bližini se nahaja slap Sopot, na Švičkom potoku pri halah Floričići-Pićan, visok 8 m.